# Anna Ziegler (Autorin)
Anna B. Ziegler (* 1979 in Brooklyn, New York) ist eine US-amerikanische Theaterautorin.
Sie studierte Englisch, kreatives und szenisches Schreiben an den Universitäten Yale, East Anglia und New York. 
Ihr Stück Foto 51 über Rosalind Franklin und die Entdeckung der DNA-Struktur wurde 2015 im Londoner West End mit Nicole Kidman in der Hauptrolle aufgeführt und erhielt mehrere Auszeichnungen. Die deutschsprachige Erstaufführung erfolgte 2017 am Hamburger Ernst-Deutsch-Theater mit Isabella Vértes-Schütter als Rosalind Franklin.
In weiteren Stücken griff Ziegler prominente gesellschaftliche Themen auf und knüpfte an aktuelle Debatten an. So behandelte sie in Actually (2017) das Thema Consent im Rahmen von Sexualstraftat-Vorwürfen an US-Colleges (vgl. die Debatten zu Mattress Performance und A Rape on Campus) und schildert in The Wanderers (2020) eine junge arrangierte Ehe in der Satmar-Gemeinschaft (vgl. Unorthodox).

## Stücke
- BFF (2007)[7]
- Dov and Ali (2008)[8]
- Foto 51 (2008)
- Another Way Home (2011)[9]
- Boy (2015)[10]
- A Delicate Ship (2015)[11]
- Actually (2017)[5]
- The Minotaur (2018)[12]
- The Great Moment (2019)[13]
- The Wanderers (2020)[6]